# Dialeurodes kepongensis
Dialeurodes kepongensis là một loài côn trùng cánh nửa trong họ Aleyrodidae, phân họ Aleyrodinae.
Dialeurodes kepongensis được Corbett miêu tả khoa học đầu tiên năm 1935.